# Мардеев, Айрат Ильгизарович
Айрат Ильгизарович Мардеев (род. 1 января 1987) — российский автогонщик команды «КАМАЗ-мастер». Победитель «Ралли Дакар» 2015.
Родился в городе Набережные Челны. Его отец Ильгизар Мардеев, также был раллийным пилотом, и погиб 24 августа 2014 года. Победу в ралли Дакар 2015 Айрат посвятил отцу.

## Результаты в ралли Дакар
| Год  | Класс     | Грузовик | Позиция        | Выиграно этапов |
| ---- | --------- | -------- | -------------- | --------------- |
| 2013 | Грузовики | КамАЗ    | 2              | 1               |
| 2014 | Грузовики | КамАЗ    | Не финишировал | 1               |
| 2015 | Грузовики | КамАЗ    | 1              | 2               |
| 2016 | Грузовики | КамАЗ    | 2              | 0               |
| 2017 | Грузовики | КамАЗ    | 5              | 0               |
| 2018 | Грузовики | КамАЗ    | 3              | 1               |
| 2019 | Грузовики | КамАЗ    | Не финишировал | 0               |
| 2021 | Грузовики | КамАЗ    | 3              | 1               |

## Спортивные достижения
- 2007 год, «Хазарские степи», механик в экипаже И.Мардеева — 1 место
- 2008 год, этап Чемпионата России «Тихий Дон», пилот — 3 место
- 2009 год, «Дакар», механик в экипаже И. Мардеева — 4 место
- 2010 год, «Хазарские степи», пилот — 4 место
- 2011 год, «Дакар», механик в экипаже И. Мардеева — 4 место
- 2011 год, «Золото Кагана», пилот — 2 место
- 2011 год, «Симбирский тракт», пилот — 1 место
- 2011 год, «Шелковый путь» — серия «Дакар», пилот — 5 место
- 2012 год, «Золото Кагана», пилот — 2 место
- 2012 год, «Симбирский тракт», пилот — 1 место
- 2012 год, Ралли «Шелковый путь», пилот — 1 место
- 2013 год, Чемпионат России по ралли-рейдам — 1 место
- 2013 год, «Дакар», пилот — 2 место
- 2014 год, «Золото Кагана», пилот — 1 место
- 2015 год, «Дакар», пилот — 1 место
- 2015 год, «Золото Кагана», пилот — 2 место
- 2015 год, «Великая степь», пилот — 2 место
- 2016 год, «Дакар», пилот, пилот — 2 место
- 2016 год, «Шелковый путь», пилот — 1 место
- 2017 год. «Великая степь — Дон», пилот — 1 место
- 2017 год. «Шелковый путь», пилот — 3 место
- 2018 год, «Дакар», пилот, пилот — 3 место
- 2018 год. «Шелковый путь», пилот — 2 место
- 2019 год. «Шелковый путь», пилот — 3 место
- 2021 год, «Дакар», пилот — 3 место

## Награды
- 2011 — Благодарственное письмо Премьер-министра РТ
- 2013 — медаль «За доблестный труд»
- 2015 — звание «Заслуженный машиностроитель РТ»
- 2017 — Почетное звание «Заслуженный работник транспорта Республики Татарстан»